# Municipio de East Boyer
El municipio de East Boyer (en inglés: East Boyer Township) es un municipio ubicado en el condado de Crawford en el estado estadounidense de Iowa. En el año 2010 tenía una población de 475 habitantes y una densidad poblacional de 5,23 personas por km².

## Geografía
El municipio de East Boyer se encuentra ubicado en las coordenadas 41°59′43″N 95°15′15″O / 41.99528, -95.25417. Según la Oficina del Censo de los Estados Unidos, el municipio tiene una superficie total de 90.84 km², de la cual 90,66 km² corresponden a tierra firme y (0,19 %) 0,17 km² es agua.

## Demografía
Según el censo de 2010, había 475 personas residiendo en el municipio de East Boyer. La densidad de población era de 5,23 hab./km². De los 475 habitantes, el municipio de East Boyer estaba compuesto por el 78,32 % blancos, el 0,21 % eran afroamericanos, el 18,74 % eran de otras razas y el 2,74 % eran de una mezcla de razas. Del total de la población el 33,89 % eran hispanos o latinos de cualquier raza.